# مكين (اسم)
مكين هو اسم علم مذكر من أصل عربي، ومعناه هو من الفعل مكن، ذوالمقام الرفيع، ذوالمنزلة، القوي المتمكن المتين.

## وصلات خارجية
- موسوعة السلطان قابوس لأسماء العرب